# Узункольський сільський округ (Жанібецький район)
Узунко́льський сільський округ (каз. Ұзынкөл ауылдық округі, рос. Узункольский сельский округ) — адміністративна одиниця у складі Жанібецького району Західноказахстанської області Казахстану. Адміністративний центр — село Узункол.
Населення — 701 особа (2021; 1032 у 2009, 1315 у 1999, 1631 у 1989).
Станом на 1989 рік існувала Узункольська сільська рада (села Акшкол, Муратсай, Узунколь). Село Муратсай ліквідовано 2003 року.

## Склад
До складу округу входять такі населені пункти:
| Населений пункт | Старі назви | Населення, осіб (1989) | Населення, осіб (1999) | Населення, осіб (2009) | Населення, осіб (2021) |
| --------------- | ----------- | ---------------------- | ---------------------- | ---------------------- | ---------------------- |
| Єнбекші, село   | Акшкол      | 365                    | 163                    | 205                    | 77                     |
| Муратсай, село  | -           | 223                    | 131                    | -                      | -                      |
| Узункол, село   | Узунколь    | 1043                   | 1021                   | 827                    | 624                    |